# Серпокрилець-крихітка колумбійський
Серпокрилець-крихітка антильський (Tachornis furcata) — вид серпокрильцеподібних птахів родини серпокрильцевих (Apodidae). Мешкає в Колумбії і Венесуелі.

## Опис
Довжина птаха становить 10 см. Виду не притаманний статиевий диморфізм. Крила довгі, тонкі, загострені, хвіст довгий, глибоко роздвоєний. У представників номінативного підвиду верхня частина тіла коричнева, горло і верхня частина живота білуваті, на грудях широка коричнева смуга, нижня частина живота і нижні покривні пера хвоста коричневі. У представників підвиду T. f. nigrodorsalis верхня частина тіла більш чорна, горло біле.

## Підвиди
Виділяють два підвиди:
- T. f. furcata (Sutton, 1928) — північно-східна Колумбія (Норте-де-Сантандер) і північний захід Венесуели;
- T. f. nigrodorsalis (Aveledo & Pons, 1952) — захід Венесуели.

## Поширення і екологія
Колумбійські серпокрильці-крихітки мешкають в районах навколо озера Марайкабо. Вони живуть у вологих рівнинних тропічних лісах, у вторинних заростях і пальмових гаях. Зустрічаються невеликими зграями. Живляться комахами, яких ловлять в польоті. Сезон розмноження триває з січня по липень. Гніздо мішечкоподібне, робиться з пір'я, скріплюється слиною, підвішується до сухої пальмової гілки.